# 科里亞基夫卡
49°24′26″N 30°54′46″E / 49.40722°N 30.91278°E
科里亞基夫卡（烏克蘭語：Коряківка）是位於烏克蘭北部的村莊，由基辅州白采爾克瓦區的梅德文市鎮負責管轄。該村始建於1600年，面積0.4平方公里，海拔高度128米，2001年人口112，人口密度每平方公里280人。